# ویک‌بردینگ

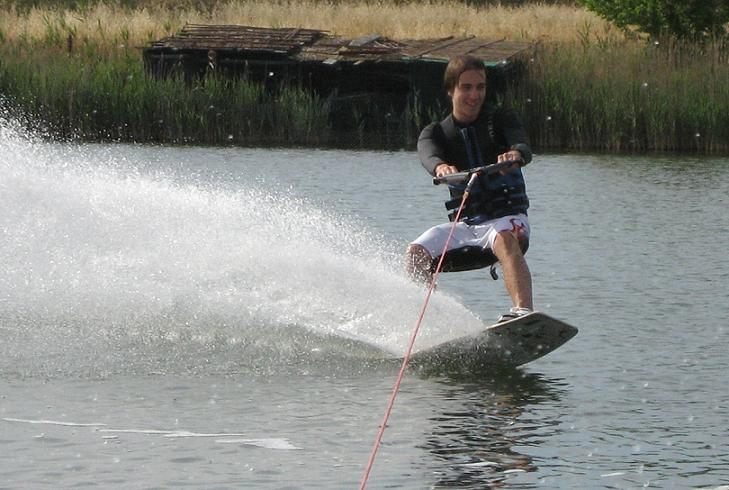
ورزشکاری در حال ویک‌بردینگ.

ویک‌بردینگ (به انگلیسی: Wakeboarding) یک ورزش آبی است که در آن ورزشکار بر روی تخته ویک‌برد (تخته کوتاه با پابند) ایستاده، پشت یک قایق موتوری یا توسط کشنده کابلی در سراسر مسیر از موج قایق، موانع و سکوهای پرش یا نیروی عکس العمل کابل به منظور انجام مانورهای هوایی یدک می‌کشد. یکی از مشخصه‌های ویک‌بردینگ تلاش برای اجرای حرکات نمایشی است. ویک‌بردینگ با ترکیبی از تکنیک‌های اسکی روی آب، اسنوبورد و موج سواری ایجاد شد.
ورزشکار معمولاً توسط طناب پشت قایق کشیده می‌شود، اما می‌تواند توسط سیستم‌های کابلی و وینچ نیز کشیده شود. وسایل نقلیه موتوری دیگر مانند کشتی‌های شخصی، اتومبیل‌ها، کامیون‌ها نیز توانایی انجام این کار را دارند. سرعت و توان قایق ویک‌بردینگ مورد استفاده اغلب به سلیقه هر ورزشکار تنظیم می‌شود.
اگرچه جریان‌های آب طبیعی مانند رودخانه‌ها، دریاچه‌ها و نواحی آب‌های آزاد معمولاً در ویک‌بردینگ استفاده می‌شوند، اما می‌توان در مکان‌های غیر متعارف مانند جاده‌های آبگرفته و پارکینگ‌ها با استفاده از خودرو به‌عنوان وسیله نقلیه بکسل، ویک‌بردینگ کرد.
ویک‌بردینگ برای لذت و رقابت انجام می‌شود، از ویک‌بردینگ آزاد و باغ‌های ویک‌بردینگ گرفته تا مسابقات X Games، مسابقات بین‌المللی که به انگلیسی به آن WWA Wakeboard میگویند یا رویدادهای مشابه.

## لغت شناسی
پسایه در لغت بمعنی منطقه‌ای متلاطم درست پشت سر جسمی جامد و متحرک نسبت به شاره اطلاق میگردد. مانند تلاطمی که پس از عبور هواگرد در هوا باقی می‌ماند، یا امواجی که در اثر حرکت شناور، در پشت آن به‌وجود می‌آیند.

## تاریخ
ورزشی که بعداً تبدیل به پسایه‌سواری شد با موج سواری آغاز شد که توسط موج سوارانی که به دنبال جایگزینی برای موج سواری در زمانی که دریا آرام بود، اختراع شد. موج سواری در حوالی سال ۱۹۶۴ شروع به افزایش کشش کرد، جایی که به عنوان یک "ورزش جدید هیجان انگیز که به زودی آبراه‌ها را جارو می‌کند" تلقی می‌شد. اگرچه در ابتدا از تخته‌های موج سواری استفاده می‌شد، تخته‌های بدون تسمه یا بند برای اولین بار در نیوزیلند با تخته‌هایی به نام "اسکورفبورد" دیده شد. در نهایت، wakeboardهایی با پابند یا بند در استرالیا با نام "McSkis" فروخته شد. بعداً، شرکت دیگری به نام "Skurfer" توسط تونی فین در سال ۱۹۸۵ تأسیس شد، به دلیل اینکه تخته متقاطع تخته موج سواری و اسکی روی آب است، به این نام نامگذاری شد. اولین هیئت مدیره ساخته شده در اوایل 1990s هیئت مدیره Hyperlite توسط شرکت اوبراین بود، یک تولیدکننده اسکی آب است که هیئت مدیره به عنوان یک بازار عرضه شده «فشرده سازی تولیدات WAKEBOARD خنثی رانش.» به دنبال آن تخته‌های مختلفی وجود داشت که منحنی‌تر و فشرده‌تر هستند و سواری نرم‌تری را ایجاد می‌کنند.
طناب پسایه‌سواری در طول سال‌ها پیشرفت کرده‌است. زمانی که پسایه‌سواری برای اولین بار شروع شد، پسایه‌سوارها از طناب اسکی استفاده می‌کردند که با پارچه کشسان یا طناب‌های پلاستیکی ساخته می‌شد. محبوبیت دومی به زودی افزایش یافت و سرانجام طناب بافته شده از پلی پروپیلن معرفی شد. چند سال بعد، طنابی اختراع شد که کشش کمتری داشت و به ورزشکار کشش ثابت تری روی طناب می‌داد، هرچند که آنها سنگین تر و از نظر قطر بزرگتر بودند. طناب‌های مدرن با Spectra و Dyneema پوشانده شده‌اند که کشش و کشش طناب را کاهش می‌دهد.

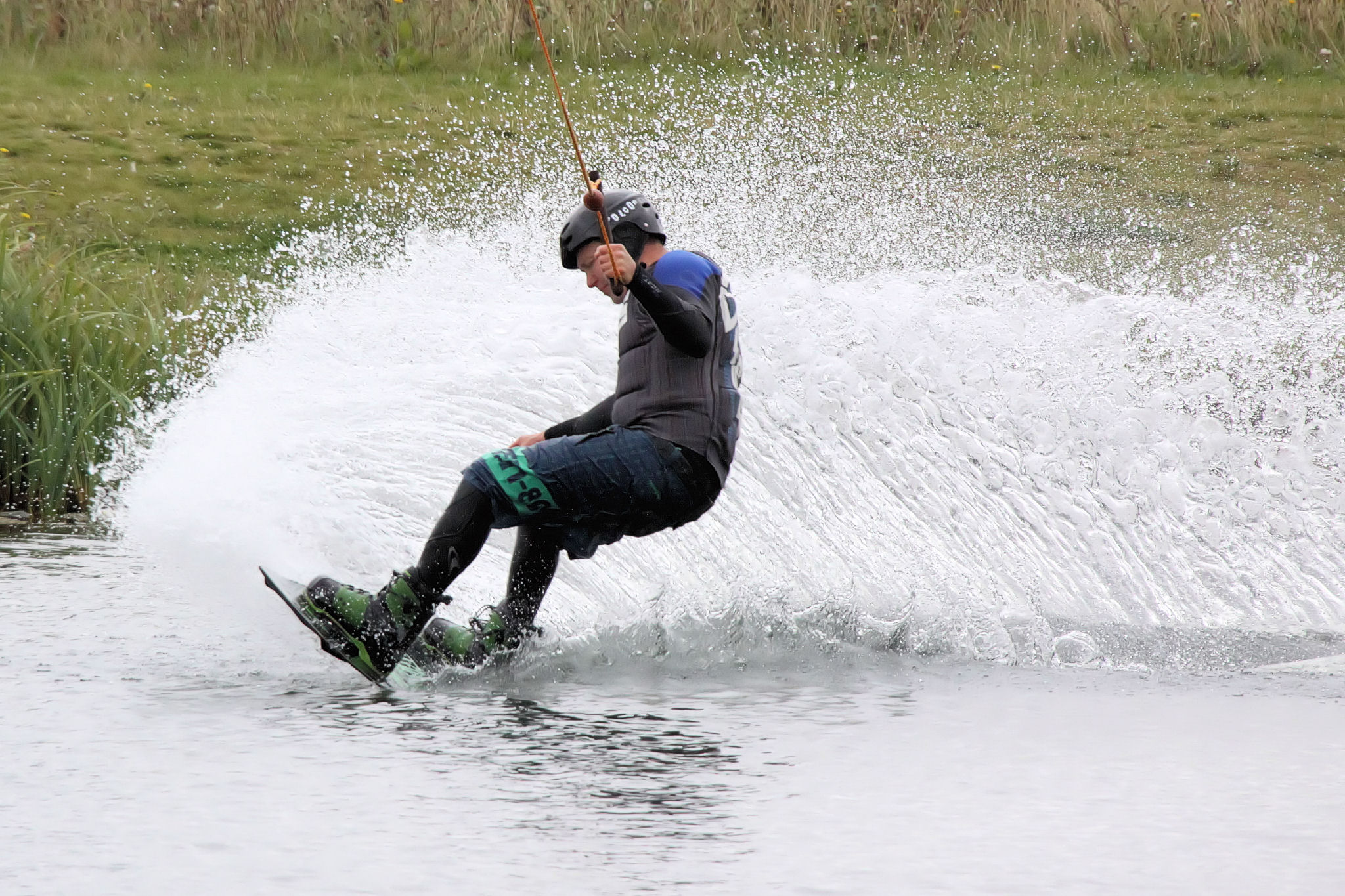
Wakeboarding - Box End Park سپتامبر ۲۰۰۹

هنگام پسایه‌سواری، از تجهیزات ایمنی بسیار متنوعی استفاده می‌شود. جلیقه نجات یا سایر وسایل کمکی شناوری است که از صدمات و مرگ‌های ناشی از آب جلوگیری می‌کند. این جلیقه‌ها به ویژه در مواقعی که ورزشکار بیهوش می‌شود یا نمی‌تواند تعادل خود را در آب نگه دارد، به او کمک می‌کند. علاوه بر این، پسایه‌سواران از کلاه ایمنی مقاوم در برابر آب استفاده می‌کنند که می‌تواند آب را تخلیه کند تا کلاه از آب پر نشود. حتی طول طناب پسایه‌سوار در تأمین ایمنی مهم است. اگر طناب بیش از حد طولانی باشد، یک ویک‌بردباز به جای سمت پایین روی قسمت صاف موج فرود می‌آید و زانوهایش خم شده و صدمه می‌بیند.
در عین حال، طول طناب پسایه‌سواری بر اساس ترجیحات پسایه‌سوار متفاوت خواهد بود. طناب بلندتر ممکن است به آمادگی و حرکت بیشتر قبل از اجرای نمایش، اجازه دهد، در حالی که طناب کوتاه‌تر ممکن است به سرعت و ارتفاع کمتری برای حرکت بین راه‌ها نیاز داشته باشد.

## حرکات ورزشی - نمایشی
هنگام پسایه‌سواری، ممکن است انواع حرکات را امتحان کنید. بیشتر این موارد از توانایی ویک‌بردباز، در نحوه قرار دادن تخته‌پسایه در لبه و توزیع وزن خود، در هنگام برخورد با موج یا سکوهای پرش ناشی می‌شود. ترفندهای مختلف عبارتند از: لبه انگشت پا، لبه پاشنه، سوئیچ سواری، و چرخش ۱۸۰ درجه.
ترفندهای پیشرفته تر به چیزی نیاز دارند که به عنوان وارونگی یا «معکوس» شناخته می‌شود. معکوس به هر عملی گفته می‌شود که تخته بالای سر سوارکار باشد. این لزوماً به این معنی نیست که سوارکار کاملاً وارونه است، همان‌طور که توسط Raley نشان داده شده‌است، ترفندی که در آن سوارکار بدن خود را به موازات آب خم شده در زانوها برای رسیدن به وارونگی دراز می‌کند.
پشت پاشنه پا، که به عنوان کج‌خلقی شناخته می‌شود، اغلب به عنوان اولین و ساده‌ترین معکوس برای یادگیری به عنوان یک سوارکار سطح متوسط در نظر گرفته می‌شود. این به این دلیل است که شکل ویک یا «کیکر» (نوعی رمپ شناور، که عمدتاً در پارک‌های کابلی استفاده می‌شود، که شکل بیکی را تقلید می‌کند) به‌طور طبیعی شروع کننده دنباله‌ای از حرکات لازم برای تکمیل ترفند است.